# Canthon politus
Canthon politus är en skalbaggsart som beskrevs av Edgar von Harold 1868. Canthon politus ingår i släktet Canthon och familjen bladhorningar. Inga underarter finns listade.